# Christian Gow
Christian Gow (Calgary, 28 marzo 1993) è un ex biatleta canadese.

## Biografia

### Stagioni 2010-2018
Christian Gow, fratello di Scott (a sua volta biatleta) e attivo dalla stagione 2009-2010, ha esordito in Coppa del Mondo l'8 gennaio 2015 a Oberhof in staffetta (8º) e ai Campionati mondiali a Kontiolahti 2015, dove si è classificato 65º nell'individuale, 73º nella sprint e 19º nella staffetta; nella successiva rassegna iridata di Oslo 2016 ha vinto la medaglia di bronzo nella staffetta valida anche ai fini della Coppa del Mondo (tale piazzamento sarebbe rimasto l'unico podio di Gow nel massimo circuito) e si è piazzato 46º nell'individuale.
L'anno dopo nella rassegna iridata di Hochfilzen 2017 è giunto 32º nella sprint, 23º nell'inseguimento, 13º nella staffetta e non ha completato l'individuale; ha debuttato ai Giochi olimpici invernali a Pyeongchang 2018, classificandosi 26º nell'individuale, 62º nella sprint, 11º nella staffetta e 12º nella staffetta mista.

### Stagioni 2019-2024
Il 16 febbraio 2019 ha ottenuto nell'inseguimento di Soldier Hollow il miglior risultato individuale in Coppa del Mondo (8º) e ai successivi Mondiali di Östersund 2019 si è posizionato 84º nella sprint, 13º nella staffetta, 16º nella staffetta mista e non ha completato l'individuale; ai Mondiali di Anterselva 2020 è stato 20º nell'individuale, 65º nella sprint, 14º nella staffetta, 14º nella staffetta mista e 8º nella staffetta mista individuale e a quelli di Pokljuka 2021 72º nell'individuale, 16º nella sprint, 29º nell'inseguimento, 11º nella partenza in linea, 12º nella staffetta, 8º nella staffetta mista e 8º nella staffetta mista individuale. 

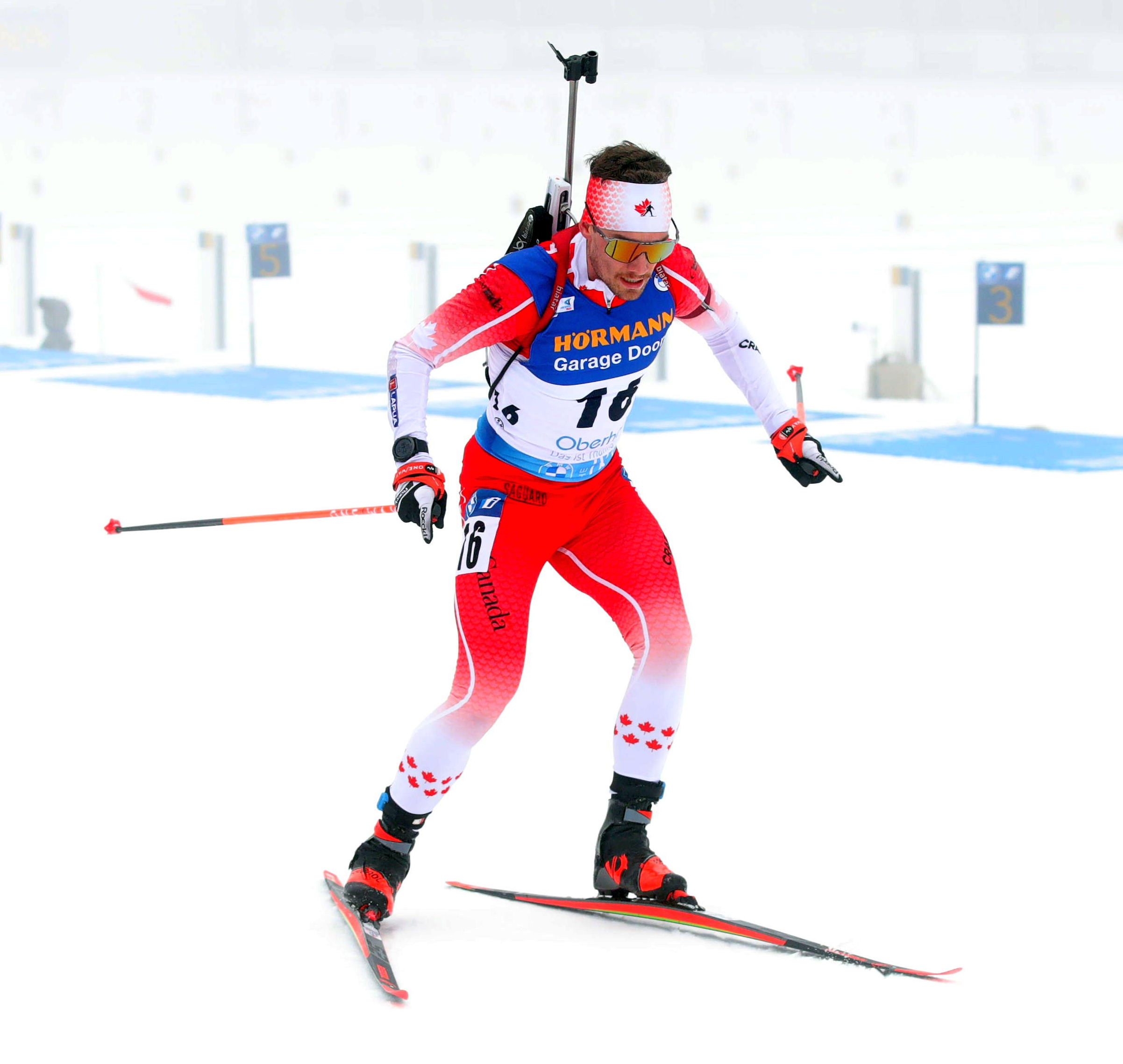
Christian Gow in gara nella sprint dei Mondiali di Oberhof 2023

Ai XXIV Giochi olimpici invernali di Pechino 2022, sua ultima presenza olimpica, si è piazzato 24º nell'individuale, 12º nella sprint, 35º nell'inseguimento, 13º nella partenza in linea, 6º nella staffetta e 14º nella staffetta mista; ai Mondiali di Oberhof 2023 si è classificato 89º nell'individuale, 92º nella sprint, 11º nella staffetta e 8º nella staffetta mista e a quelli di Nové Město na Moravě 2024, sua ultima presenza iridata, si è piazzato 44º nell'individuale, 78º nella sprint, 19º nella staffetta e 13º nella staffetta mista. Si è ritirato al termine di quella stessa stagione 2023-2024 e la sua ultima gara in carriera è stata la sprint di Coppa del Mondo disputata a Canmore il 15 marzo, chiusa da Gow al 68º posto.

## Palmarès

### Mondiali
- 1 medaglia:
  - 1 bronzo (staffetta[2] a Oslo Holmenkollen 2016)

### Coppa del Mondo
- Miglior piazzamento in classifica generale: 32º nel 2019